# سی جی پارکر
کیسی ژان «سی جی» پارکر یک شخصیت خیالی در مجموعه تلویزیونی بی واچ است که نخستین بار توسط پاملا اندرسون به تصویر کشیده شد. او یکی از محبوب‌ترین شخصیت‌هایی بود که به مدت طولانی و در پنج فصل سریال ظاهر شد. کلی رورباک در نسخه سینمایی نقش این شخصیت را بازی می‌کند.

## پیشینه
زمانی که دیوید هسلهاف به عنوان تهیه‌کننده اجرایی بی واچ نقش نجات غریق سی جی پارکر را به پاملا اندرسون پیشنهاد داد، اندرسون به دلیل " تفکر عصر جدید " که با شخصیت مطابقت داشت، از جمله علاقه به کریستال‌ها، مدیتیشن و تعبیر خواب، بلافاصله جذب این نقش شد. در فیلم Baywatch: Hawaiian Wedding، سی جی نشان می‌دهد که بزرگترین علاقه‌اش به مدیتیشن است.
پاملا بعداً برای حضور در آگهی‌های بازرگانی و دیگر رسانه‌های با مضمون بی واچ مانند دایرکت تی وی نقش خود را تکرار کرد.
سی جی در اقتباس از فیلم بلند شخصیتی کاملاً متفاوت دارد که از آن فردی بی‌پرده اما خاکی ساخته‌است. در اوایل او علاقه خاصی به مت برودی نشان می‌دهد و علاقه عاشقانه متقابلی به رونی گرین باوم دارد. سی‌جی در طول بیشتر فیلم با رونی معاشقه می‌کند و با او ارتباط است، در پایان داستان آنها با هم می‌خوابند (اگرچه به نظر می‌رسد او هیچ خاطره‌ای از آن ندارد) و شروع به ایجاد یک رابطه می‌کنند.

## استقبال
سی جی پارکر در طول پخش بی واچ با استقبال خوبی روبرو شد و توسط UGO به عنوان یکی از بهترین ۱۱ زن بلوند در زمینه سرگرمی انتخاب شد.